# Xanthopsar
Xanthopsar là một chi chim trong họ Icteridae.